# Archidiocèse de Los Angeles
L'archidiocèse de Los Angeles (en latin : Archidiœcesis Angelorum in California) est un archidiocèse de l'Église catholique situé en Californie aux États-Unis.
Son siège est la cathédrale Notre-Dame-des-Anges de Los Angeles. L'archidiocèse comprend les comtés californiens de Los Angeles, de Santa Barbara et de Ventura.

## Histoire
Avant l'archevêché de Los Angeles, le diocèse de Monterey s'établit en Californie, érigé en tant qu'évêché des deux Californie le 27 avril 1840 par le pape Grégoire XVI par la constitution apostolique Apostolicam sollicitudinem à partir de cessions territoriales du diocèse de Sonora et subordonné à l'archevêché de Mexico en tant qu'évêché suffragant. 
L'évêché des deux Californie fut divisé le 20 novembre 1849 après les cessions de territoire du Mexique lors de la guerre américano-mexicaine et la partie nord, désormais américaine, fut rebaptisée évêché de Monterey. Le 29 juillet 1853, l'évêché de Monterey céda une partie de son territoire pour fonder l'archevêché de San Francisco, dont il devint un évêché suffragant. Le 7 juillet 1859, le diocèse de Monterey fut rebaptisé diocèse de Monterey-Los Angeles.
Le 1er juin 1922, le diocèse de Monterey-Los Angeles fut divisé par le pape Pie XI, par la bulle Romani Pontifices, en deux diocèses : Los Angeles-San Diego et Monterey-Fresno. En raison de l'augmentation constante de la population catholique, il s'est scindé le 11 juillet 1936 par la bulle Ad spirituale christianae en deux diocèses : Los Angeles (avec élévation simultanée au rang d'archevêché) et San Diego. 
La cathédrale Notre-Dame-des-Anges (cathedral of Our Lady of the Angels), inaugurée en 2002, a remplacé la cathédrale Saint Vibiana, gravement endommagée par un tremblement de terre en 1994. L'architecte de ce nouveau bâtiment futuriste était l'architecte espagnol Rafael Moneo, lauréat du prestigieux prix d'architecture Pritzker. 

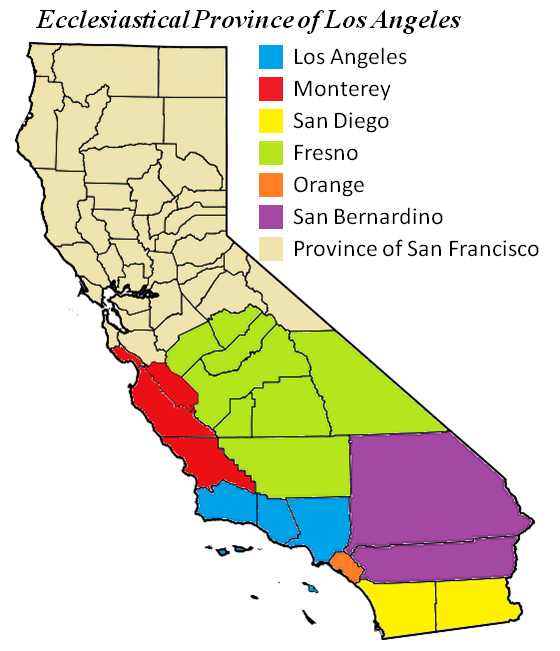
Province ecclésiastique de Los Angeles.

## Abus sexuels
L’archidiocèse de Los Angeles a réglé en 2007, 600 millions de dollars à environ 500 victimes d’agressions sexuelles par des prêtres ou des membres du clergé. Puis en 2024, après la promulgation d’une loi en Californie qui lève pour trois ans le délai de prescription pour les agressions sexuelles sur mineurs, l'archidiocèse accepte de verser 880 millions de dollars à 1 353 personnes elles aussi victimes. Ainsi 1,5 milliard de dollars auront été versés pour régler les procès afférents,.

### Articles liés
- Liste des évêques et archevêques de Los Angeles
- Liste des juridictions catholiques aux États-Unis
- Église catholique aux États-Unis